# Sida arsiniata
Sida arsiniata är en malvaväxtart som beskrevs av R.M.Barker. Sida arsiniata ingår i släktet sammetsmalvor, och familjen malvaväxter. Inga underarter finns listade i Catalogue of Life.